# نیازمندی‌های هوانوردی مشترک
نیازمندی‌های هوانوردی مشترک نیازمندی‌های هوانوردی جامع و جزئی رایج بودند که توسط سازمان‌های هوانوردی مشترک تنظیم می‌شدند. این نیازمندی‌ها برای کم کردن مشکلات دسته‌بندی گواهینامه‌های هوانوردی در سرمایه‌گذاری‌های مشترک و همچنین کمک به واردات و صادرات محصولات هوانوردی تعریف می‌شدند.
این نیازمندی‌ها توسط سازمان‌های هوانوردی کشورهای عضو به رسمیت شناخته می‌شدند تا از آن به عنوان زمینه‌ای برای سازگاری با کدهای قابلیت پرواز خود استفاده کنند.
نمونه سازمان‌هایی که این نیازمندی‌ها را به رسمیت می‌شناسد آژانس ایمنی هوایی اروپا است. این آژانس در سال ۲۰۰۳ آغاز به کار کرد و در سال ۲۰۰۸ کارکرد آن به بیشینه رسید. از آن هنگام آژانس ایمنی هوایی اروپا بر بسیاری از مشخصه‌های فنی صدور گواهینامه برای نیازمندی‌های هوایی مشترک نظارت می‌کند.

## تعریف
پیش از پیدایش آژانس ایمنی هوانوردی اروپا، سازمان‌های هوانوردی مشترک مسئول وضع مقررات مدیریت عملیات، نگهداری، صدور مجوز، و استانداردهای صدور گواهینامه/طراحی برای همه گونه‌های هواپیما بود. این مقررات پس از گفتگوهای طولانی برای رسیدن به زمینه مشترک بین کشورهای عضو وضع شدند و "نیازمندی‌های هوانوردی مشترک" نامیده شدند.
نیازمندی‌های هوانوردی مشترک پس از تصویب در کشورهای عضو، به صورت قانونِ لازم‌الاجرا در آمدند. اما بسیاری از دیگر کشورهای اروپایی، همه یا بخشی از نیازمندی‌های هوانوردی مشترک را در درون کشور خود بکار گرفتند. با پیدایش آژانس ایمنی هوانوردی اروپا، نیازمندی‌های هوانوردی مشترک، به صورت "متمم" در آمدند. با تصویب این نیازمندی‌های در اتحادیه اروپا، همه کشورهای عضو آن این قوانین را بکار گرفتند.

## بخش‌ها
نیازمندی‌های هوانوردی مشترک دو بخش دارند:
- بخش نخست: خود قوانین
- بخش دوم: مواد تکمیلی:
  - معیارهای قابل قبول سازگاری با نیازمندی‌ها
  - بخش‌نامه‌های مشاوره‌ای مشترک
  - مواد توضیحی و تفسیری

## افزودن متمم
پیش از افزودن هر متممی به نیازمندی‌های هوانوردی مشترک، رائه پیشنهاد متمم و یک دوره رایزنی قرار دارند.

## دسترسی همگانی
بخش ۱ نیازمندی‌های هوانوردی مشترک: همه دوره‌های پیشنهاد متمم و برخی دیگر از اسناد، در وبگاه سازمان‌های هوانوردی مشترک به صورت رایگان در دسترس هستند.
بخش ۲ نیازمندی‌های هوانوردی مشترک: امکان خرید آن وجود دارد.